# 巴登的阿瑪莉埃·克莉絲蒂安妮
巴登的阿瑪莉埃·克莉絲蒂安妮（德語：Amalie Christiane von Baden，1776年7月13日—1823年10月26日），巴登藩侯世子卡爾·路德維希的長女，母親是黑森-達姆施塔特的阿瑪莉埃。

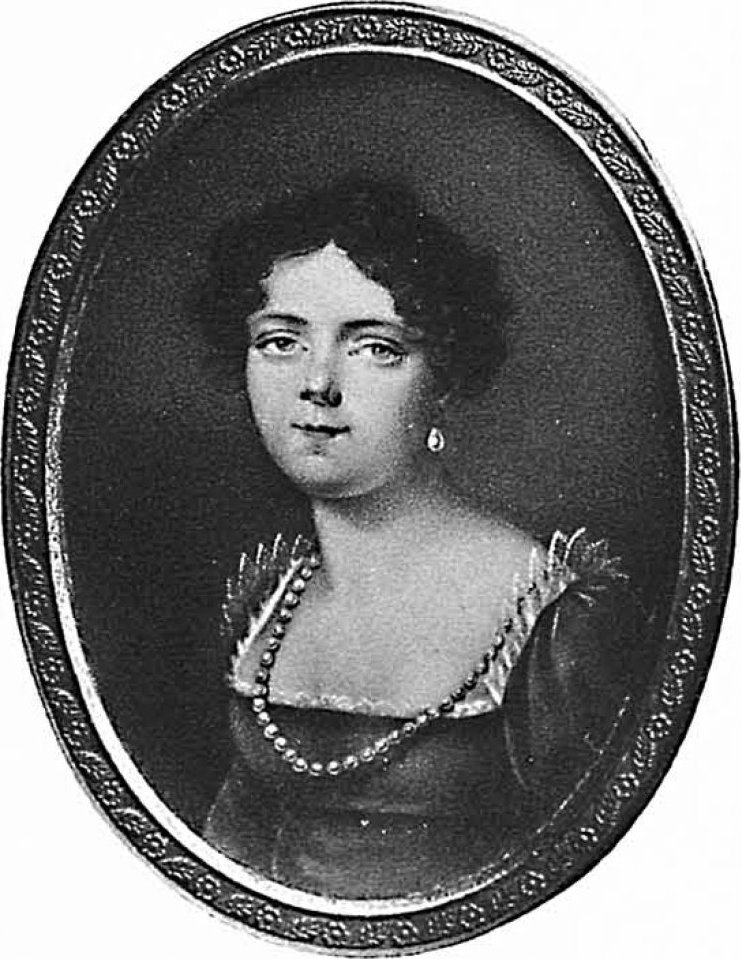

1791年至1793年間，安哈特-德紹的腓特烈與英國的克拉倫斯公爵威廉（日後的威廉四世）皆被作為阿瑪莉埃·克莉絲蒂安妮的結婚人選，但最後無疾而終。1823年阿瑪莉埃·克莉絲蒂安妮於布魯赫薩爾去世，享年47歲。